# Дойран (Гърция)
 Тази статия е за селото в Гърция.  За историческия град и днешните села Нов и Стар Дойран в Северна Македония вижте Дойран.  
Дойран (на гръцки: Δοϊράνη, Дойрани) е село в Република Гърция, дем Кукуш, област Централна Македония.

## География
Селото е разположено на южния бряг на Дойранското езеро на мястото на бившата железопътна гара на историческия град Дойран, разрушен през Първата световна война, на границата със Северна Македония. В Дойран има митница и граничен контролно-пропускателен пункт към Северна Македония. Над Дойран има огромен паметник на загиналите в сраженията през Първата световна война британски войници.

## История
След включването на гара Дойран в Гърция след Междусъюзническата война, Дойран е отбелязан като селище в преброяването от 1913 година, но без население. По време на Първата световна война идват и първите му заселници, предимно бежанци гъркомани от град Дойран, останал на територията на Сърбия.
Жителите на селото се препитават предимно с туризъм и рибарство, но екокатастрофата от края на XX век със спадането на водите на езерото ликвидира и двата основни поминъка.

### Преброявания
- 1913 – 0
- 1920 – 108
- 1928 – 202, от които 73 (15 семейства) гърци бежанци от Турция и България.[1]
- 1940 – 229
- 1951 – 244
- 1961 – 237
- 1971 – 179